# Cima dell'Uomo (Alpi Lepontine)
La Cima dell'Uomo è una montagna del Canton Ticino alta 2.390 m s.l.m., situata sul confine tra i comuni di Bellinzona (già Preonzo) e di Cugnasco-Gerra.

## Descrizione
Appartiene alle Alpi Ticinesi e del Verbano nelle Alpi Lepontine. È lo spartiacque tra la Valle di Moleno e la Valle di Cugnasco. Nella zona si trovano la capanna Borgna, la capanna Albagno, la capanna Alpe di Lèis, la capanna Gariss e il rifugio Moroscetto.